# フィッシング倶楽部
『フィッシング倶楽部』（フィッシングくらぶ）は、2010年4月から2020年9月までテレビ埼玉などで放送されていた釣り番組。

## 概要
2010年3月まで放送された『フィッシング・ナウ2』の後継番組として制作された。前番組の制作は外部の制作プロダクションが行っていたが、本番組はテレビ埼玉が制作している。
開始当初は、出演するタレント（番組では倶楽部員と称されている）が、プロのアングラーの指導を受けながら釣りをしていた。その後2013年頃からタレントは一切出演せず、アングラーが各回での目標に挑戦する回も加わり、現在はこちらのパターンが多い。フィッシングショーなど各種イベントの模様をリポートする回もある。
ナレーションやテロップを積極的に活用したり、視聴者プレゼントを設けたりと、前番組には無かった点も見られる。また、釣り番組としては珍しくロケ日を公式サイト上に掲載している。
制作局のテレ玉では基本的にノンスポンサーであり、2018年12月のみメルカリの一社提供となっていた。

## 出演者

### タレント（倶楽部員）
- 木本武宏（TKO）
- 小島弘章（オーケイ）
- 石崎理絵（番組上ではみっちぃ）
- 安田大サーカス（第5回から）
- アメリカザリガニ（柳原は第6回、平井は第26回から）
- 蒼井さや（第7回から。番組上ではさぁや）
- ヒロシ（第12回から）
- 小西かいり（第19回から。番組上ではコニー）
- 仁科克基（第19回から）
- Aica（第23回から）
- 和田青児（第24回から）
- ふくだあかり（第32回から。番組上ではあかり）
- 湯地友美（番組上ではゆじとも）
- 川田広樹（ガレッジセール）
- 髙里悟（MONGOL800、第148回から）
- 三原勇希（第190回から第467回まで。番組上ではゆうき）
- 石川理咲子（第190回から。番組上ではりーちゃん）
- 松原伊予菜（番組上ではいーちゃん）
- 宝城カイリ
- つりっきーず
  - 野澤大地
  - 宮井くらら
- 岡田万里奈（元LoVendoЯ）（第340回から。番組上ではオカマリ）
- 門脇佳奈子（第380回から。番組上ではかなきち）
- 晴山由梨（2013アングラーズアイドル・グランプリ）
- 石川文菜（2014アングラーズアイドル・グランプリ）
- 富士木耶奈（2015アングラーズアイドル・グランプリ）
- 橘みづほ（2016アンクラーズアイドル・グランプリ）
- 波木井桃子（2017アンクラーズアイドル・グランプリ）
- 廣瀬麻伊（2018アンクラーズアイドル・グランプリ）

※男性タレントは2013年以降は不定期で出演する形になっており、最後に出演したのはは2017年9月の髙里悟だった。また、女性タレントもふくだ以外の初期メンバー（2010年から出演している人物）は2015年春以降出演実績がない。

※TKO木本・オーケイ小島・石崎の3人が揃っての出演は初回のみであり、それ以降の回では1人ずつ出演している。ただし、第15回 - 第17回では特別編として3人揃って出演している。

### サポートアングラー
いずれも「がまかつフィールドテスター」
- 大塚茂
- 熊谷充
- 島田細香
- 反町裕之
- 林賢治
- 上野ひとみ
- 三石忍
- 清水和行
- 久保野孝太郎
- 宮川靖
- 築山滋
- 田嶋剛
- 小野田賢一
- 谷口輝生
- 棚網久
- 関根健太
- 米澤弘通
- 北村憲一
- 清水盛三
- ほか

### ナレーター
- おだかずあき（ワイワイワイ所属）

## 放送局
放送時間は2020年1月現在のもの。
| 埼玉県         | テレビ埼玉        | 木曜 21:00 - 21:30 日曜 21:30 - 22:00（再放送） | 2010年4月1日               | 独立局         | 制作局    |
| 栃木県         | とちぎテレビ      | 日曜 18:30 - 19:00                              | 2010年4月10日              | 独立局         | [ 注 2 ]  |
| 群馬県         | 群馬テレビ        | 日曜 13:30 - 14:00                              | 2010年4月13日              | 独立局         | [ 注 3 ]  |
| 千葉県         | 千葉テレビ        | 日曜 06:00 - 06:30                              | 2010年4月10日              | 独立局         | [ 注 4 ]  |
| 東京都         | TOKYO MX2         | 日曜 09:30 - 10:00                              | 2010年4月8日               | 独立局         | [ 注 5 ]  |
| 神奈川県       | テレビ神奈川      | 日曜 07:30 - 08:00                              | 2010年4月4日               | 独立局         |           |
| 新潟県         | NST新潟総合テレビ | 日曜 06:29 - 06:59                              | 2013年10月27日             | フジテレビ系列 |           |
| 石川県         | 北陸朝日放送      | 日曜 05:20 - 05:50                              | 2010年4月8日               | テレビ朝日系列 | [ 注 7 ]  |
| 京都府         | KBS京都           | 水曜 00:00 - 00:30（火曜深夜）                  | 2010年4月8日               | 独立局         | [ 注 8 ]  |
| 島根県・鳥取県 | 山陰中央テレビ    | 水曜 01:50 - 02:20（火曜深夜）                  | 2013年10月16日（15日深夜） | フジテレビ系列 | [ 注 9 ]  |
| 福岡県         | TVQ九州放送       | 日曜 05:00 - 05:30                              | 2012年4月7日               | テレビ東京系列 | [ 注 10 ] |
| 熊本県         | テレビ熊本        | 日曜 05:30 - 06:00                              | 2014年1月5日               | フジテレビ系列 |           |
| 日本全域       | BS12 トゥエルビ   | 土曜 06:30 - 07:00                              | 2013年1月4日               | BS放送         |           |
| 過去           |                   |                                                 |                            |                |           |
| 高知県         | テレビ高知        | 土曜 05:15 - 05:45                              | 2013年10月19日             | TBS系列        | [ 注 11 ] |

## その他
ロケ日から放送日まで2週間を切っている回がある（第33回放送分）。